# 1-ドデカノール
ドデカノール (dodecanol) は高級アルコールの一種。炭素数は12。ラウリン酸（ヤシ油）の還元によって得ることができる。
用途は界面活性剤の製造（ラウリル硫酸ナトリウム、ラウレス硫酸ナトリウムなど）、潤滑油。 
エタノールの約半分の毒性があり、海洋生物にとっては非常に有害である。LD50は12800 mg/kg（ラット、経口）。